# Бугаків
Бугакі́в — село в Україні, у Брацлавській селищній громаді Тульчинського району Вінницької області. Населення становить 653 особи.
До траси і до залізничної станції Кароліна — 2 км. Тричі на тиждень їздить поїзд «Вінниця-Гайворон».

## Історія
У 1750-х роках настоятелем (парохом) храму Різдва Пресвятої Богородиці у с. Бугаків був ієрей Наум Станіславський. З вересня 1784 року ієрей Андрій Сосницький.
7 (20) листопада 1917 року, відповідно до Третього Універсалу Української Центральної Ради, увійшло до складу Української Народної Республіки.
12 червня 2020 року, відповідно до Розпорядження Кабінету Міністрів України від  № 707-р «Про визначення адміністративних центрів та затвердження територій територіальних громад Вінницької області», увійшло до складу Брацлавської селищної територіальної громади.
19 липня 2020 року, в результаті адміністративно-територіальної реформи та ліквідації Немирівського району, село увійшло до складу Тульчинського району.